# アリ・サビエ州
アリ・サビエ州 （アリ・サビエしゅう、フランス語: Région d'Ali Sabieh、アラビア語: على صبيح）は、ジブチの州の一つ。ジブチの南東部に位置し、州都はアリ・サビエである。他の主要都市としてホルホルがある。人口は76,414人（2024年国勢調査）。

## 隣接州
アリ・サビエ州の北はアルタ州、西はディキル州、南はエチオピアのソマリ州、東はソマリアのアウダル州（ソマリランドが実効支配）に接する。

## 郡

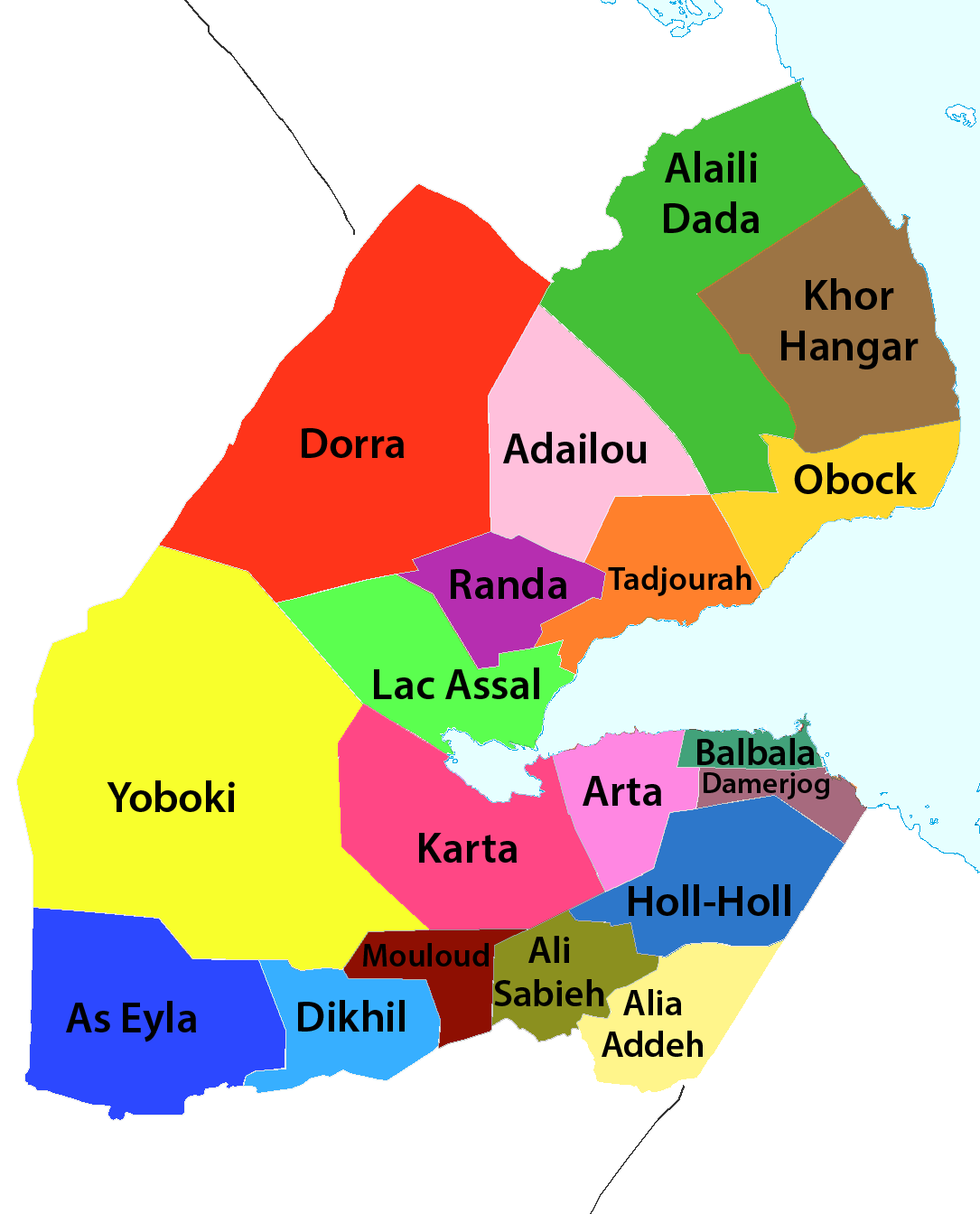
ジブチの郡

3郡が設置されている。
- アリ・サビエ郡（スウェーデン語版）
- アリ・アデ郡（英語版）
- ホルホル郡（英語版）

## 町
- アリ・サビエ
- ホルホル（英語版）
- アリ・アデ（英語版）
- アサモ（英語版）
- ダスビヨ（英語版）